# Erica blenna
Erica blenna är en ljungväxtart som beskrevs av Richard Anthony Salisbury. Erica blenna ingår i släktet klockljungssläktet, och familjen ljungväxter. Utöver nominatformen finns också underarten E. b. grandiflora.